# ناجی طالب
ناجی طالب (انگلیسی: Naji Talib؛ زاده ۳۰ ژوئن ۱۹۱۷ – درگذشته ۲۳ مارس ۲۰۱۲) یک سیاست‌مدار اهل عراق بود. وی ۵۲مین نخست‌وزیر این کشور بود.